# Tsukasa Yoshida
Tsukasa Yoshida (jap. 芳田司 Yoshida Tsukasa; * 5. Oktober 1995 in Kyōto) ist eine japanische Judoka. Sie war 2018 Weltmeisterin, 2017 und 2019 war sie Weltmeisterschaftszweite. 2021 erhielt sie eine olympische Bronzemedaille.

## Sportliche Karriere
Tsukasa Yoshida kämpft im Leichtgewicht, der Gewichtsklasse bis 57 Kilogramm. 2011 war sie Dritte der U17-Weltmeisterschaften. 2012 war sie Juniorenasienmeisterin.
2014 belegte sie den dritten Platz beim Grand-Slam-Turnier in Tokio, 2015 siegte sie beim Grand-Slam-Turnier in Tjumen mit einem Finalsieg über die Rumänin Corina Stefan und beim Turnier in Tokio mit einem Finalsieg über die Französin Hélène Receveaux. Im April 2016 gewann sie die japanischen Meisterschaften. Im weiteren Verlauf des Jahres siegte sie bei drei Grand-Slam-Turnieren: In Baku gewann sie das Finale gegen die Britin Nekoda Smythe-Davis, in Tjumen gegen die Russin Darja Meschezkaja und in Tokio gegen ihre Landsfrau Nae Udaka. 2017 belegte Yoshida den dritten Platz beim Grand-Slam-Turnier in Paris und bei den japanischen Meisterschaften. Bei den Asienmeisterschaften in Hongkong gewann sie den Titel gegen die Südkoreanerin Kwon You-jeong. Bei den Weltmeisterschaften 2017 in Budapest bezwang sie im Viertelfinale die Taiwanerin Lien Chenling und im Halbfinale Hélène Receveaux. Im Finale unterlag sie der Mongolin Dordschsürengiin Sumjaa. Ende 2017 siegte sie beim Grand-Slam-Turnier in Tokio vor ihrer Landsfrau Anzu Yamamoto.
Zu Beginn des Jahres unterlag Yoshida im Finale des Grand-Slam-Turniers in Paris der Kanadierin Christa Deguchi. Bei den japanischen Meisterschaften belegte sie den dritten Platz. Im September bei den Weltmeisterschaften 2018 in Baku bezwang sie im Viertelfinale Kwon You-jeong und im Halbfinale Christa Deguchi. Mit ihrem Finalsieg über Nekoda Smythe-Davis war sie Weltmeisterin. 2019 gewann sie das Grand-Slam-Turnier in Düsseldorf gegen die Brasilianerin Rafaela Silva und siegte bei den japanischen Meisterschaften. Im Finale des Grand-Slam-Turniers in Baku traf sie erneut auf Rafaela Silva und verlor diesmal. Bei den Weltmeisterschaften 2019 in Tokio bezwang sie im Viertelfinale die Polin Julia Kowalczyk und im Halbfinale Rafaela Silva. Das Finale verlor sie gegen Christa Deguchi. Anfang 2021 siegte Yoshida beim IJF-Masters-Turnier in Doha. Bei den Olympischen Spielen in Tokio unterlag sie im Halbfinale Nora Gjakova aus dem Kosovo, den Kampf um Bronze gewann sie gegen die Georgierin Eteri Liparteliani. Im Mixed-Mannschaftswettbewerb gewann die japanische Mannschaft die Silbermedaille hinter Frankreich.